# John Gurdon
Sir John Bertrand Gurdon, FRS, (født 2. oktober 1933) er en britisk udviklingsbiolog. Han er mest kendt for sin banebrydende forskning indenfor terapeutisk kloning. I 1958 klonede han verdens første dyr, en frø, af en voksen frøcelle. Gurdons eksperiment beviste at hver celles genetiske materiale indeholder og bibeholder den information, der kræves for at blive en anden celletype. Dette har fået grundlæggende betydning for stamcelleforskningen, hvis mål det er at anvende uudviklede celler og få dem til at udvikle sig til ønskede celletyper.